# Genoa (Illinois)
Genoa est une ville du comté de DeKalb, dans l'Illinois, aux États-Unis. Elle est incorporée le 14 juin 1876,. Lors du recensement de 2010, la ville comptait une population de 6 123 habitants.

## Source de la traduction
- (en) Cet article est partiellement ou en totalité issu de l’article de Wikipédia en anglais intitulé « Genoa, Illinois » (voir la liste des auteurs).